# Les Films du 3 Mars
Les Films du 3 Mars (F3M) est un organisme à but non lucratif fondé à Montréal en février 2005,. Le mandat de ce centre de distribution consiste à accompagner des films et cinéastes indépendants, œuvrant ainsi tour à tour à la diffusion, à la distribution et la promotion du cinéma indépendant et d'auteur québécois,.

## Histoire

### Fondation
Les Films du 3 Mars est fondé le 24 février 2005 par 45 membres, à la suite de la fermeture du distributeur Cinéma Libre. Le nom de l'organisme correspond à la date de sa première assemblée, qui s'est tenue le 3 mars 2005.
Les Films du 3 Mars vise à faire la promotion de films orphelins de distributeur, tels que les « documentaires de cinéma », jugés plus à risque. L'organisme adapte son mandat : celui d’accompagner et soutenir le cinéma d'auteur, particulièrement les documentaires, les courts métrages et les projets cinématographiques situés en région. 
La maison de distribution met également en place une alliance entre producteurs et réalisateurs indépendants dans un contexte de précarité du milieu du cinéma indépendant et d’auteur québécois. Qualifiée de cyclique, cette crise se caractérise par un manque de fonds alloués à certains projets, particulièrement des documentaires. 
En 2005, La Classe de Madame Lise de Sylvie Groulx marque le coup d'envoi des Films du 3 Mars en étant le premier film distribué par l'organisme. Le film reçoit le Jutra du meilleur documentaire.

### Mandat
Les Films du 3 Mars possède une expertise de sortie de films en salles dans un contexte où la diffusion des longs métrages documentaires en salle représente un risque pour les distributeurs privés. 
L'organisme remet également des œuvres du patrimoine cinématographiques québécois en circulation, comme les premiers documentaires de Bernard Émond afin de rendre accessible le cinéma indépendant. 
Les Films du 3 Mars est aussi actif sur le marché de vidéo à la demande (VAD) et de vidéo à la demande par abonnement (VADA) via sa plateforme en ligne.

## Structure organisationnelle

### Financement
Les Films du 3 Mars est soutenu par le Conseil des arts de Montréal, le Conseil des arts du Québec, le Conseil des arts du Canada, Téléfilm Canada ainsi que la Société de développement des entreprises culturelles (SODEC). En 2010, l'organisme bénéficiait d'un budget annuel d'environ 110 000$,.

### Équipe

#### Quelques membres fondateurs[4]
- Bernard Émond
- Sylvie Groulx
- Catherine Martin
- Ziad Touma

#### Équipe
- Micheline Raymond, à la direction générale de 2005 à 2008[4]
- Jonathan Davidovics, à la direction de la distribution, de 2009 à 2015[3]
- Anne Paré, à la direction générale[2]
- Clotilde Vatrinet, à la direction des projections publiques[1],[3] maintenant à la direction des événements
- Benjamin Hogue, à la direction générale depuis 2018
- Sylvain Lavigne, à la direction du marketing

#### Conseil d'administration
- Denis McCready, à la présidence du conseil d’administration[2]

## Filmographie sélective

### Films distribués par Les Films du 3 Mars
- 2005 : La Classe de Madame Lise de Sylvie Groulx, produit par Galafilm[10],[11],[12]
- 2007 : De l'autre côté du pays de Catherine Hébert, produit par Mango Film
- 2009 : La belle Visite de Jean-François Caissy, produit par Les Films de l’autre en collaboration avec Maria films[13],[14]
- 2010 : La nuit, elles dansent d'Isabelle Lavigne et Stéphane Thibault, produit par Les Films du Tricycle[15],[16],[17]
- 2012 : Ma vie réelle de Magnus Isacsson, produit par Amazone Film[18],[19],[20]
- 2012 : Carnets d'un grand détour de Catherine Hébert, produit par Coop Vidéo de Montréal
- 2013 : Le Semeur de Julie Perron, produit par Julie Perron (Les Films de l’autre)[21]
- 2014 : L'Amour au temps de la guerre civile de Rodrigue Jean, produit par Cédric Bourdeau et Rodrigue Jean (Transmar Films)
- 2015 : Le Profil Amina de Sophie Dersape, produit par Isabelle Couture (Esperamos) et codistribué par Les Films du 3 Mars
- 2017 : Certains de mes amis de Catherine Martin, produit par Les Films de l’autre
- 2017 : La Résurrection d'Hassan de Carlo Guillermo Proto, produit par Carlo Guillermo Proto (The Handshake Productions)
- 2017 : Primas de Laura Bari, produit par Greenground Productions et Beso Film[22],[23]
- 2018 : Sur la lune de nickel de François Jacob, produit par Les Films Camera Oscura
- 2018 : Ziva Postec, la monteuse derrière le film Shoah de Catherine Hébert, produit par Les Films Camera Oscura
- 2018 : Xalko de Sami Mermer & Hind Benchekroun, produit par Sami Mermer et Hind Benchekroun (Les Films de la tortue)
- 2018 :  Ceux qui viendront, l'entendront, de Simon Plouffe, produit par les Films de l'autre
- 2020 : Prière pour une mitaine perdue de Jean-François Lesage, produit par les Films de l'autre
- 2022 : Perdre Mario de Carl Leblanc, produit par Ad Hoc Films[24],[25]
- 2022 : Au grand jour d'Emmanuel Tardif, produit par Les Rapailleurs
- 2024 : Au boute du rien pantoute de Jérôme Sabourin

## Distinctions

### Récompenses
- Prix Jutra 2006 : Meilleur documentaire pour La Classe de Madame Lise de Sylvie Groulx[26]
- Rencontres Internationales du Documentaire de Montréal (RIDM) 2012 : Grand prix de la compétition nationale longs métrages pour Ma vie réelle de Magnus Isacsson[27]
- Prix Génie 2012 : Meilleur documentaire pour La nuit, elles dansent d'Isabelle Lavigne et Stéphane Thibault
- Festival Hot Docs 2015 : Prix spécial du jury pour le long métrage documentaire Le profil Amina de Sophie Deraspe[28]
- 2016 – Prix de reconnaissance du Conseil des arts de Montréal[29],[1]
- Festival Hot Docs 2017 : Prix spécial du jury pour le long métrage documentaire La résurrection d'Hassan de Carlo Guillermo Proto[30]
- Rendez-vous Québec Cinéma 2018 : Prix Pierre-et-Yolande-Perreault du meilleur premier ou deuxième long métrage documentaire pour Sur la lune de nickel de François Jacob[31]
- Prix Iris 2019: Prix du meilleur son film documentaire pour Ceux qui viendront, l'entendront, de Simon Plouffe[32]

### Nominations et sélections
- Festival international du film francophone de Namur 2006 : Sélection « Compétition officielle » pour La classe de Madame Lise de Sylvie Groulx[33]
- Festival international du film d'Afrique et des îles de La Réunion (FIFAI) 2008 : Sélection « Documentaire Territoires de l'Ouest » De l'autre côté du pays de Catherine Hébert[34]
- Quinzaine des réalisateurs du Festival de Cannes 2011 : Sélection « Longs métrages » pour La nuit, elles dansent, d'Isabelle Lavigne et Stéphane Thibault[35]
- 64ème édition du festival international du film de Berlin (Berlinale) 2014 : Sélection « Culinary Cinema » pour Le semeur de Julie Perron[36]
- 2016 – Finaliste au 31ème Grand Prix du Conseil des arts de Montréal pour « le caractère unique de son mandat, pour l'accompagnement exemplaire de chaque titre de son catalogue ainsi que pour son flair à dénicher des œuvres importantes de créateurs indépendants, connus, issus de la relève ou de la diversité culturelle  »[1]
- Prix Écrans canadiens 2018 : 
  - Meilleur long métrage documentaire Ted Rogers pour Sur la lune de nickel de François Jacob
  - Meilleures images dans un long métrage documentaire pour Vuk Stojanovic, François Jacob et Ilya Zima
  - Meilleur montage dans un long métrage documentaire pour François Jacob et Jéricho Jeudy[37]
- Festival international du film de Rotterdam 2019 : Sélection pour Ziva Postec. La monteuse derrière le film Shoah de Catherine Hébert